# Свети Атанасий (Долно Чичево)
Вижте пояснителната страница за други значения на Свети Атанасий.
„Свети Атанасий“ (на македонска литературна норма: „Свети Атанасиј“) е възрожденска православна църква във велешкото село Долно Чичево, централната част на Северна Македония, част от Градската енория на Повардарската епархия на Македонската православна църква – Охридска архиепископия.
Църквата е разположена в северния край на селото. Построена е между 1880 до 1890 година. Изписана е на следната 1891 година. В храма са запазени ценни възрожденски църковни мебели - амвон, владишки трон и прочее.
- Амвонът
- Владишкият трон
- Парапетът на галерията (женската църква)